# Ryōma den
Ryōma den (龍馬伝) là bộ phim truyền hình lịch sử (Taiga Drama) thứ 49 của đài truyền hình Nhật Bản NHK. Ryōma den được khởi chiếu từ tháng 3 năm 2010 và dự định sẽ có 48 tập. Viết kịch bản: Fukuda Yasushi, diễn viên chính: Fukuyama Masaharu. Ryōma den tạm dịch là "chuyện về Ryōma".

## Khái yếu
Đây là tác phẩm Taiga Drama có bố cảnh thời kỳ Bakumatsu kể từ bộ Taiga Drama [[Shinsengumi (NHK Taiga Drama)]Shinsengumi]] được trình chiếu từ 6 năm trước. Và đây là lần thứ hai trong lịch sử NHK Taiga Drama có đề tài về nhân vật Sakamoto Ryōma kể từ bộ Taiga Drama Ryōma ga Yuku được dựng từ năm 1968 từ bộ trường biên tiểu thuyết cùng tên của văn hào Shibaryō Tarō. 
Từ ngày 6 tháng 11 năm 2008, nam tài tử Fukuyama Masaharu đã được công bố là sẽ vào vai người anh hùng Ryōma trong phim. Phim được khởi quay từ ngày 19 tháng 8 năm 2009. Ryōma den gồm 4 bộ, nội dung xoay quanh Sakamoto Ryōma, nhân vật được tôn xưng là "anh hùng trong số các anh hùng Nhật Bản". Cuộc đời Ryōma được nhìn từ góc nhìn của Iwasaki Yatarō, người khai sáng tập đoàn tài phiệt Mitsubishi. Dưới đây là 4 bộ cấu thành nên nội dung của phim:
Bộ 1 RYOMA THE DREAMER (Ryōma, kẻ mơ mộng) được khởi chiếu từ tháng 1.
Bộ 2 RYOMA THE ADVENTURER (Ryōma, người thám hiểm) được khởi chiếu từ tháng 4.
Bộ 3 RYOMA THE NAVIGATOR (Ryōma, người dẫn đường) được khởi chiếu từ tháng 7.
Bộ 4 RYOMA THE HOPE (Ryōma, nguồn hy vọng) được chiếu từ tháng 9 cho đến hết năm.
Toàn bộ tác phẩm được quay bằng máy quay 30 khung hình/giây, kỹ thuật này cũng từng được sử dụng trong hai bộ NHK Drama là Shirasu Shirō và Saka no ue no Kumo nhưng là lần đầu tiên được sử dụng trong một bộ NHK Taiga Drama. Và cũng giống như Tenchijin, tên diễn viên và thành phần trong ban chế tác được viết ngang màn hình chứ không còn viết dọc.

## Nội dung
Năm Meiji thứ 15 (1882), giám đốc của hãng tàu vận chuyển bưu điện là Iwasaki Yatarō được ký giả Sakazaki Shiran của tờ báo Doyō Shimbun tỉnh Kōchi phỏng vấn. Khi được hỏi về Sakamoto Ryōma, một chí sĩ Duy Tân thì Yatarō đã trả lời rằng "tôi ghét hắn ta. Chẳng ở đâu có người ưa nổi nóng như hắn", nhưng lúc ấy vẻ mặt Yatarō có vẻ như đang cười. Và rồi Iwasaki Yatarō hồi tưởng về người anh hùng trong lòng quốc dân Nhật, bắt đầu kể về Ryōma…
Năm Kaei thứ 5 (1852), Ryōma được 18 tuổi, là thời điểm bắt đầu câu chuyện. Sakamoto Ryōma là thứ nam trong một gia đình Hạ sĩ (Hào sĩ) của phiên Tosa miền Nam nước Nhật. Ryōma lớn lên như một thanh niên bình thường với một người chị gái lắm mồm và một người cha nghiêm khắc quanh mình. Đương thời, phiên Tosa nổi tiếng khẳt khe trong vấn đề tôn ti trật tự trên dưới trong xã hội. Lúc ấy, một người bạn của Ryōma bị Burei Uchi (bị chém chết vì vô lễ với người có thân phận cao hơn). Người ra tay là một Thượng sĩ và không bị bắt tội gì. Điều này khiến Takechi Hanpeita và các Hạ sĩ trẻ khác trong phiên nổi giận. Giữa bối cảnh đó, Sakamoto Ryōma bắt đầu suy nghĩ về quốc gia dân tộc, một xã hội bình đẳng không phân chia giai cấp và bắt đầu từ đó, đã hành động theo phương châm của mình cho đến lúc bị ám sát trong sự kiện Teradaya.

## Staff
- Sáng tác: Fukuda Yasushi
- Âm nhạc: Satō Naoki, dàn nhạc giao hưởng NHK
- Chỉ huy dàn nhạc giao hưởng: Hirokami Jun-ichi
- Chủ đề ca: Lisa Gerrard
- Diễn tấu: FACE MUSIC
- Tựa đề: Shishū
- Khảo chứng thời đại: Ōishi Manabu, Yamamura Tatsuya
- Khảo chứng phục trang: Kobayashi Kiyoko
- Cung cấp tư liệu: viện tư liệu Sakamoto Ryōma tỉnh Kōchi, Satō Hiroyuki, Kudō Kōhei
- Chỉ đạo võ thuật: Hayashi Kunishirō
- Chỉ đạo động tác: Nishikawa Minosuke
- Giám sát thiết kế nhân vật: Tsuge Isao
- Chỉ đạo ngôn từ địa phương phiên Tosa: Okabayashi Keiko, Baba Masao
- Chỉ đạo ngôn từ địa phương phiên Chōshū: Ichioka Yūto
- Chỉ đạo phép tắc: Nishide Hiroko
- Hợp tác quay phim: thành phố Tōno tỉnh Iwate, thành phố Fukuyama tỉnh Hiroshima, chùa Kuonji núi Minobu.
- Quản lý sản xuất: Iwatani Kanako, Suzuki Kei
- Giám đốc sản xuất: Tsuchiya Katsuhiro

## Các nhân vật chính yếu trong phim
Sakamoto Ryōma
Diễn viên: Fukuyama Masaharu
Hào sĩ, con trai thứ của Sakamoto Hachihei.
Sakamoto Tome
Diễn viên: Terajima Shinobu
Chị gái của Ryōma.
Sakamoto Hachihei
Diễn viên: Kodama Kiyoshi
Cha ruột của Ryōma.
Sakamoto Iyo
Diễn viên: Matsubara Chieko
Mẹ kế của Ryōma.
Sakamoto Kō
Diễn viên: Kusakari Tamiyo
Mẹ ruột của Ryōma.
Sakamoto Gompei
Diễn viên: Sugimoto Tetta
Con trai thứ của Hachihei, anh trai của Ryōma.
Takamatsu Chizu
Diễn viên: Ōtori Rei
Chị của Tome và Ryōma, đã lấy chồng.
Sakamoto Harui
Diễn viên: Maeda Atsuko
Con gái của Gompei, cháu của Ryōma.
Iwasaki Yatarō
Diễn viên: Kagawa Teruyuki
Giám đốc hãng tàu Mitsubishi.
Iwasaki Yanosuke
Diễn viên: Suda Naoki
Con trai của Yatarō.
Takechi Hanpeita
Diễn viên: Ōmori Nao
Một phiên sĩ Tosa.
Takechi Tomi
Diễn viên: Okunuki Kaoru
Chánh thất của Hanpeita.
Hirai Kao
Diễn viên: Hirosue Ryōko